# Vordere Hintereisspitze
La Vordere Hintereisspitze est une montagne qui s’élève à 3 437 m d’altitude dans les Alpes de l'Ötztal, en Autriche.